# Actinodaphne

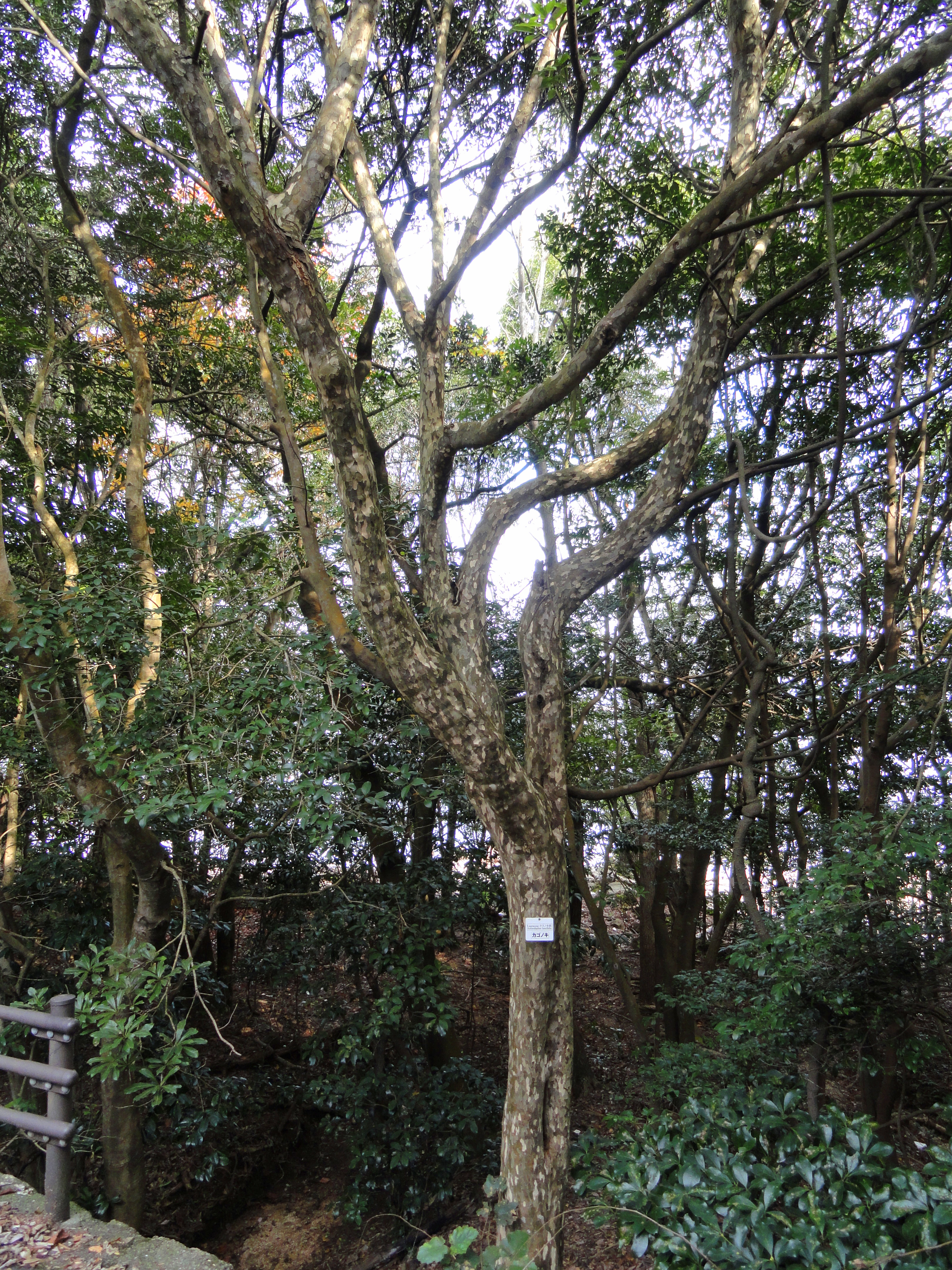
Actinodaphne lancifolia

Actinodaphne – rodzaj należący do rodziny wawrzynowatych. Obejmuje około 100 gatunków występujących w tropikalnej i subtropikalnej Azji. 

## Morfologia
PokrójZimozielone drzewa i krzewy.
LiścieSkupione w nibyokółki, rzadziej naprzeciwległe lub skrętoległe. Blaszka liściowa niepodzielona, o nerwacji pierzastej, rzadko z trzema wiązkami głównymi.
KwiatyJednopłciowe, zebrane w pojedyncze baldachy lub tworzące złożone kwiatostany wiechowate. Okwiat składa się z 6 listków wyrastających w dwóch okółkach, tworzących krótką rurkę. Kwiaty męskie zawierają 9 pręcików wyrastających w 3 okółkach, między którymi znajduje się u niektórych gatunków szczątkowy słupek. Kwiaty żeńskie z 9 prątniczkami i zalążnią górną. Znamię tarczowate, całobrzegie lub podzielone.
OwocePestkowiec osadzony w rurce trwałego okwiatu.

## Systematyka
Pozycja systematyczna według APweb (aktualizowany system APG IV z 2016)
Rodzaj z rodziny wawrzynowatych (Lauraceae) w obrębie rzędu  wawrzynowców (Laurales).
Wykaz gatunków
- Actinodaphne acutivena (Hayata) Nakai
- Actinodaphne akoensis (Hayata) Tang S.Liu & J.C.Liao
- Actinodaphne albifrons Kosterm.
- Actinodaphne amabilis Kosterm.
- Actinodaphne ambigua Hook.f.
- Actinodaphne angustifolia Nees
- Actinodaphne archboldiana C.K.Allen
- Actinodaphne areolata Blume
- Actinodaphne bicolor (Merr.) Merr.
- Actinodaphne borneensis Meisn.
- Actinodaphne bourdillonii Gamble
- Actinodaphne bourneae Gamble
- Actinodaphne brassii C.K.Allen
- Actinodaphne caesia Teschner
- Actinodaphne campanulata Hook.f.
- Actinodaphne celebica Miq.
- Actinodaphne chinensis Nees
- Actinodaphne cinerea Elmer
- Actinodaphne cochinchinensis Meisn.
- Actinodaphne concinna Ridl.
- Actinodaphne concolor Nees
- Actinodaphne conferta (Merr.) Merr.
- Actinodaphne confertifolia (Hemsl.) Gamble
- Actinodaphne corymbosa Blume
- Actinodaphne crassa Hand.-Mazz.
- Actinodaphne cuneata (Blume) Boerl.
- Actinodaphne cupularis (Hemsl.) Gamble
- Actinodaphne cuspidata Gamble
- Actinodaphne densiflora Teschner
- Actinodaphne diversifolia Merr.
- Actinodaphne dolichophylla (Merr.) Merr.
- Actinodaphne elegans Thwaites
- Actinodaphne ellipticibacca Kosterm.
- Actinodaphne engleriana Teschner
- Actinodaphne ferruginea H.Liu
- Actinodaphne forrestii (C.K.Allen) Kosterm.
- Actinodaphne fragilis Gamble
- Actinodaphne fuliginosa Airy Shaw
- Actinodaphne furfuracea Blume
- Actinodaphne glabra Blume
- Actinodaphne glauca Nees
- Actinodaphne glaucina C.K.Allen
- Actinodaphne glomerata (Blume) Nees
- Actinodaphne gracilis Miq.
- Actinodaphne henryi Gamble
- Actinodaphne hirsuta Blume
- Actinodaphne Hookeri Meisn.
- Actinodaphne hypoleucophylla Hayata
- Actinodaphne javanica Miq.
- Actinodaphne johorensis Gamble
- Actinodaphne kinabaluensis Kosterm.
- Actinodaphne koshepangii Chun ex H.T.Chang
- Actinodaphne kostermansii S.Julia
- Actinodaphne kweichowensis Y.C.Yang & P.H.Huang
- Actinodaphne lanata Meisn.
- Actinodaphne lanceolata Dalzell & Gibson
- Actinodaphne latifolia Teschner
- Actinodaphne lawsonii Gamble
- Actinodaphne lecomtei C.K.Allen
- Actinodaphne ledermannii Teschner
- Actinodaphne leiantha Hook.f.
- Actinodaphne leiophylla (Kurz) Hook. f.
- Actinodaphne litseifolia C.K.Allen
- Actinodaphne longipes Kosterm.
- Actinodaphne macgregorii (Merr.) Kosterm.
- Actinodaphne macrophylla (Blume) Nees
- Actinodaphne macroptera Miq.
- Actinodaphne madraspatana Bedd. ex Hook.f.
- Actinodaphne magniflora C.K.Allen
- Actinodaphne malaccensis Hook.f.
- Actinodaphne menghaiensis J.Li
- Actinodaphne microphylla Elmer
- Actinodaphne mollis Blume
- Actinodaphne molochina Nees
- Actinodaphne moluccana Blume
- Actinodaphne monantha (Y.C.Yang & P.H.Huang) H.P.Tsui
- Actinodaphne montana Gamble
- Actinodaphne morrisonensis (Hayata) Hayata
- Actinodaphne multiflora Benth.
- Actinodaphne mushaensis (Hayata) Hayata
- Actinodaphne myriantha Merr.
- Actinodaphne nakaii (Hayata) Tang S.Liu & J.C.Liao
- Actinodaphne nitida Teschner
- Actinodaphne novoguineensis Teschner
- Actinodaphne obovata (Nees) Blume
- Actinodaphne obscurinervia Y.C.Yang & P.H.Huang
- Actinodaphne obtusa Teschner
- Actinodaphne oleifolia Gamble
- Actinodaphne omeiensis (Liou) C.K.Allen
- Actinodaphne paotingensis Y.C.Yang & P.H.Huang
- Actinodaphne pauciflora Blume
- Actinodaphne pedicellata Hayata
- Actinodaphne pedunculata Meisn.
- Actinodaphne percoriacea S.Julia
- Actinodaphne perglabra Kosterm.
- Actinodaphne perlucida C.K.Allen
- Actinodaphne philippinensis Merr.
- Actinodaphne pilosa (Lour.) Merr.
- Actinodaphne pisifera Hook.f.
- Actinodaphne procera Nees
- Actinodaphne pruinosa Nees
- Actinodaphne pubescens Blume
- Actinodaphne pulchra Teschner
- Actinodaphne quercina Blume
- Actinodaphne quinqueflora (Dennst.) M.R.Almeida & S.M.Almeida
- Actinodaphne reticulata Meisn.
- Actinodaphne ridleyi Gamble
- Actinodaphne robusta S.Julia
- Actinodaphne rotundifolia (Nees) Merr.
- Actinodaphne rufescens Blume
- Actinodaphne rumphii Blume
- Actinodaphne salicina Meisn.
- Actinodaphne samarensis (Merr.) Merr.
- Actinodaphne sasakii (Kamik.) Tang S.Liu & J.C.Liao
- Actinodaphne scleroptera Miq.
- Actinodaphne semengohensis S.Julia
- Actinodaphne sesquipedalis Hook.f. & Thomson ex Meisn.
- Actinodaphne sessilifructa C.J.Qi & K.W.Liu
- Actinodaphne setchuenensis (Gamble) C.K.Allen
- Actinodaphne sikkimensis Meisn.
- Actinodaphne soepadmoi S.Julia
- Actinodaphne solomonensis C.K.Allen
- Actinodaphne spathulifolia S.Julia
- Actinodaphne speciosa Nees
- Actinodaphne sphaerocarpa (Blume) Nees
- Actinodaphne stenophylla Thwaites
- Actinodaphne sulcata S.Julia
- Actinodaphne superba (Blume) Boerl.
- Actinodaphne tadulingamii Gamble
- Actinodaphne tayabensis (Elmer) Merr.
- Actinodaphne tomentosa Teschner
- Actinodaphne trichocarpa C.K.Allen
- Actinodaphne tsaii Hu
- Actinodaphne venosa S.Julia
- Actinodaphne wightiana (Kuntze) Noltie